# Patrick Galbraith (Eishockeyspieler)
Patrick Galbraith (* 11. März 1986 in Haderslev) ist ein dänischer Eishockeytorwart, der zuletzt zwischen Dezember 2015 und März 2017 bei den Krefeld Pinguinen in der Deutschen Eishockey Liga unter Vertrag stand. Sein Vater George war ebenfalls ein professioneller Eishockeyspieler.

## Spielerkarriere
Patrick Galbraith begann seine Karriere als professioneller Eishockeyspieler beim IK Sønderjylland, für den er in der Saison 2003/04 sein Debüt in der AL-Bank Ligaen gab. Anschließend wurde der Verein vom Sportclub Sønderjysk Elitesport übernommen und die Eishockeyabteilung in SønderjyskE Ishockey umbenannt. Mit dieser wurde er 2006 erstmals in seiner Karriere Dänischer Meister. Vor der Saison 2006/07 unterschrieb Galbraith einen Vertrag in der Eastern Junior Hockey League bei den New Hampshire Jr. Monarchs, die er jedoch nach nur einem Jahr wieder in Richtung Dänemark verließ, wo er erneut bei SønderjyskE Ishockey unterschrieb. In den zwei folgenden Jahren erreichte er einmal den dritten Rang in der dänischen Meisterschaft (2008) sowie seinen zweiten dänischen Meistertitel (2009).
Im Mai 2009 wurde Galbraith vom IF Björklöven aus der schwedischen HockeyAllsvenskan verpflichtet, für die er in 43 Partien im Tor stand und einen Gegentorschnitt von 2,53 erreichte. Im Juni 2010 wechselte er innerhalb der Allsvenskan zum Leksands IF, für den er in der Saison 2010/11 in der Hauptrunde in 43 Spielen einen Gegentorschnitt von 2.27 pro Spiel und eine Fangquote von 91,8 Prozent aufwies. Im August 2011 erhielt er einen Probevertrag bei den Adler Mannheim, für die er zwei Spiele in der European Trophy bestritt. Anschließend erhielt er jedoch keinen Vertrag für die gesamte Spielzeit und wechselte im September 2011 zum HC Slovan Bratislava aus der slowakischen Extraliga. Dort konnte er mit starken Leistungen überzeugen, woraufhin er nach nur sieben Spielen im Dezember 2011 von den Espoo Blues aus der finnischen SM-liiga verpflichtet wurde. 
Im Sommer 2012 kehrte er nach Schweden zurück und schloss sich zunächst dem Frölunda HC aus der Eliterserien an, ehe er nach nur fünf absolvierten Partien im November 2012 an den Zweitligisten IK Oskarshamn ausgeliehen wurde. Anschließend stand Galbraith für drei Jahre beim Karlskrona HK im Tor und stieg mit der Mannschaft zur Spielzeit 2015/16 in die Svenska Hockeyligan auf. Im Dezember 2015 wurde der Däne von den Krefeld Pinguinen aus der Deutschen Eishockey Liga als Ersatz für den verletzten Tomáš Duba verpflichtet. 

### International
Für Dänemark nahm Galbraith im Juniorenbereich ausschließlich an der U20-Junioren-B-Weltmeisterschaft 2006 teil. Im Seniorenbereich stand er im Aufgebot seines Landes bei den A-Weltmeisterschaften 2006, 2008, 2009, 2010, 2011 und 2012. Besonders bei der WM 2010, bei der er in fünf Spielen einen Gegentorschnitt von 2.01 pro Spiel und eine Fangquote von 93,5 Prozent aufwies, konnte er überzeugen und wurde zu einem der drei besten Spieler Dänemarks bei der WM gewählt.

## Erfolge und Auszeichnungen
- 2006 Dänischer Meister mit SønderjyskE Ishockey
- 2006 AL-Bank Ligaen Rookie des Jahres
- 2009 Dänischer Meister mit SønderjyskE Ishockey
- 2015 Aufstieg in die Svenska Hockeyligan mit dem Karlskrona HK